# Tunesische parlementsverkiezingen 2014
De Tunesische parlementsverkiezingen van 2014 vonden plaats op 26 oktober 2014 en van 24 tot 26 oktober in het buitenland. De campagne begon op 4 oktober 2014. Het waren de eerste verkiezingen die werden gehouden na de goedkeuring van de nieuwe grondwet in januari 2014. Volgens voorlopige resultaten werd Nidaa Tounes de grootste partij in de Vergadering van Volksvertegenwoordigers en versloeg het daarmee de Ennahda-beweging, die in 2011 nog de grootste was. 
De 217 volksvertegenwoordigers werden gekozen in 33 kiesdistricten. Er waren 27 kiesdistricten in Tunesië, waar 199 parlementsleden verkozen werden. Er waren ook 6 overzeese kiesdistricten, die in totaal 18 parlementsleden verkozen, namelijk 2 kiesdistricten in Frankrijk met elk 5 verkozenen, 1 kiesdistrict in Italië met 3 verkozenen, 1 kiesdistrict in Duitsland met 1 verkozene, 1 kiesdistrict met 2 verkozenen dat de rest van Europa en Amerika bestrijkt en 1 kiesdistrict met 2 verkozenen dat de Arabische wereld en de rest van de wereld bestrijkt. De verkozenen werden gekozen op basis van de evenredige vertegenwoordiging van de partijlijst, met behulp van de grootste restmethode.

## Resultaat
Volgens de definitieve resultaten zoals vrijgegeven door de kiescommissie, nam Nidaa Tounes het voortouw bij de verkiezingen en won 86 zetels in het 217 zetels tellende parlement. De Ennahda-beweging werd tweede met 69 zetels; deze verloor 20 zetels vergeleken met de verkiezingen van 2011. De grootste verliezers waren het Congres voor de Republiek van Moncef Marzouki en het Democratisch Forum voor Arbeid en Vrijheid, die na de verkiezingen van 2011 beide lid waren van een coalitieregering gevormd met de Ennahda-beweging, en oppositiepartij Beweging der Liefde (voorheen Volkspetitie). Aan de andere kant was er een opvallende opkomst van kleinere partijen, zoals de Vrije Patriottische Unie van zakenman Slim Riahi met 16 zetels, het Volksfront, een coalitie van linkse politieke partijen, met 15 zetels en het liberale Afek Tounes met 8 zetels.
Aanvankelijk besloot de kiescommissie Nidaa Tounes in het kiesdistrict Kasserine te bestraffen door een zetel terug te trekken na gemelde onregelmatigheden door partizanen. De beslissing werd na een hoger beroep van Nidaa Tounes echter vernietigd door de administratieve rechtbank. De uitspraak nam de enige zetel weg die werd verkregen door het Democratisch Forum voor Arbeid en Vrijheid, waardoor deze partij niet vertegenwoordigd is in het parlement. Een lage opkomst bij jongeren werd geregistreerd, waarbij meer dan 80% van de 18- tot 25-jarigen de stemming negeerde.
Op 4 december 2014 werd Mohamed Ennaceur van Nidaa Tounes verkozen tot voorzitter van het parlement. Hij kreeg 176 van de 217 stemmen.
De 217 zetels werden als volgt verdeeld:
| Partij                              | Partij                                     | Stemmen   | %     | Zetels | Verschil |
| ----------------------------------- | ------------------------------------------ | --------- | ----- | ------ | -------- |
|                                     | Nidaa Tounes                               | 1.279.941 | 37,56 | 86     | nieuw    |
|                                     | Ennahda-beweging                           | 947.034   | 27,79 | 69     | −20      |
|                                     | Vrije Patriottische Unie                   | 137.110   | 4,02  | 16     | +15      |
|                                     | Volksfront                                 | 124.654   | 3,66  | 15     | +11      |
|                                     | Afek Tounes                                | 102.916   | 3,02  | 8      | +4       |
|                                     | Congres voor de Republiek                  | 72.942    | 2,14  | 4      | −25      |
|                                     | Democratische Stroming                     | 65.792    | 1,93  | 3      | nieuw    |
|                                     | Republikeinse Partij                       | 49.965    | 1,47  | 1      | −15      |
|                                     | Volksbeweging                              | 45.799    | 1,34  | 3      | +1       |
|                                     | Nationaal Initiatief voor de Grondwet      | 45.086    | 1,32  | 3      | −2       |
|                                     | Democratitische Alliantie                  | 43.371    | 1,27  | 1      | nieuw    |
|                                     | Beweging der Liefde                        | 40.924    | 1,20  | 2      | −24      |
|                                     | Unie voor Tunesië                          | 27.802    | 0,82  | 0      | nieuw    |
|                                     | Democratisch Forum voor Arbeid en Vrijheid | 24.592    | 0,72  | 0      | −20      |
|                                     | Wafa-Beweging                              | 23.768    | 0,70  | 0      | nieuw    |
|                                     | Veiligheidspartij                          | 7.926     | 0,23  | 0      | nieuw    |
|                                     | Stem van het Tunesische Volk               | 7.849     | 0,23  | 0      | nieuw    |
|                                     | Nationaal Bevrijdingsfront                 | 5.977     | 0,18  | 1      | nieuw    |
|                                     | Beweging van Socialistische Democraten     | 5.792     | 0,17  | 1      | −1       |
|                                     | Rehabilitatielijst *                       | 5.236     | -     | 1      | nieuw    |
|                                     | Glorie van de Djerid *                     | 5.111     | -     | 1      | nieuw    |
|                                     | Stem van de Agrariërs                      | 3.515     | 0,10  | 1      | nieuw    |
|                                     | Stem van Tunesiërs in het Buitenland *     | 1.814     | 0,05  | 1      | nieuw    |
|                                     | Andere lijsten                             | 103.408   | 3,05  | 0      | -        |
|                                     |                                            |           |       |        |          |
| Geldige stemmen:                    | Geldige stemmen:                           | 3.408.170 | 95,2  |        |          |
| Ongeldige stemmen:                  | Ongeldige stemmen:                         | 106.010   | 3,0   |        |          |
| Blanco stemmen:                     | Blanco stemmen:                            | 65.069    | 1,8   |        |          |
| Totaal:                             | Totaal:                                    | 3.579.257 | 100   | 217    | 0        |
| Aantal kiesgerechtigden/Opkomst:    | Aantal kiesgerechtigden/Opkomst:           | 5.285.136 | 67,7  |        |          |
| Bron: National Democratic Institute |                                            |           |       |        |          |

 Om een meerderheid van 109 zetels in het parlement te halen vormden Nidaa Tounes, de Ennahda-beweging, de Vrije Patriottische Unie en Afek Tounes een coalitie.